# アナタシア
アナタシア（ANATASHIA）とは日本の6人組踊り手グループである。所属事務所はMETEORA st.。

## 概要
2015年結成。踊ってみたの祭典「NicoNico D@nce M@ster」への出演を目標に結成された。ブレイクダンスやアクロバットを中心とし、主にYouTubeに「踊ってみた動画」を投稿しているダンスグループである。
チーム名の由来は「ヨモギギク」という花の別名。花言葉が「挑戦」であるため、常に挑戦し続けるチームでありたいという思いが込められている。略称はタシア。ファンの総称はTiara。公式ファンマークは👑。

## メンバー

### 現メンバー
YouTubeチャンネルの説明欄、YouTube企画の質問コーナー、公式サイトのプロフィールを元に記載。
| 名前   | メンバーカラー | 生年月日       | 血液型 | ファンマーク | ファンネーム | 備考                                                              |
| ------ | -------------- | -------------- | ------ | ------------ | ------------ | ----------------------------------------------------------------- |
| 芝健   | 緑             | 5月26日        | 不明   | 🌱           | 芝生         | リーダー、振付・構成                                              |
| まりん | 青             | 1994年11月23日 | A型    | 🐳           | まりんちゅ   | 社長                                                              |
| ハネル | 黄             | 1998年9月14日  | A型    | ︎🌟           | ハネラー     | 運転手、アクロバット                                              |
| まさと | 赤             | 1995年9月4日   | O型    | 🐧           | rot          | 2016年加入。 振付、立ち踊り                                       |
| カナタ | 紫             | 1995年3月18日  | 不明   | 😈           | カナ民       | 2016年加入。 ブレイクダンス                                       |
| なおや | 白             | 1996年11月21日 | B型    | 🐺           | ナフィア     | オーディションによって2022年に加入。 ブレイクダンス、アクロバット |

### 元メンバー
| 名前     | メンバーカラー | 生年月日       | 血液型 | ファンマーク | ファンネーム | 活動期間        | 備考 |
| -------- | -------------- | -------------- | ------ | ------------ | ------------ | --------------- | --- |
| *sile    | 白             | 不明           | 不明   | なし         | なし         | 2015年 - 2016年 | 2016年に歌い手としての活動を優先するため脱退。                                                                        |
| ふみろく | オレンジ       | 1990年11月14日 | 不明   | 🔪           | なし         | 2016年 - 2019年 | DJ、APOPダンサーとしても活動。 2019年に突然失踪し、行方不明になっていたが、持病の悪化により脱退したことが発表された。 |
| りおん   | ピンク         | 2月24日        | B型    | ฅ🐱          | りおにゃー   | 2019年 - 2025年 | 助っ人を経て2019年に加入。2025年に脱退。 ブレイクダンス                                                               |

## 来歴
- 2015年
  - 7月22日 - ニコニコ動画に「【アナタシア】Free!-Eternal Summer-EDを踊ってみた【とパンダ】」[6]を初投稿。当時のメンバー構成は芝健、まりん、ハネル、*sileの4人。
- 2016年
  - 1月9日 - 「【アナタシア】ブリキノダンス 踊ってみた【オリジナル振付】」[7]からまさととカナタが加入。6人体制となる。
  - 5月23日 - 公式YouTubeチャンネルを開設。
  - 8月19日 - 「【アナタシア】ロストワンの号哭 踊ってみた 【オリジナル振付】」[8]より、ふみろくが助っ人として初出演。
  - 11月3日「ニコニコ超パーティー2016」に出演。
  - 11月9日 - *sileが脱退。[9]
- 2017年
  - 9月17日 - 「アナタシア1stワンマンライブ〜魂だけはおことわり♡〜」を初台DOORSにて開催。
- 2018年
  - 2月2日 - 「【アナタシア】脱法ロック 踊ってみた【りおん】」[10]より、りおんが助っ人として初出演。
  - 8月12日~10月27日 「アナタシア東名阪ツアー2018『 Re:write』」を開催。
  - 11月3日「ニコニコ超パーティー2018」に出演。
  - 11月10日「『 Re:write』」追加公演を新宿ReNYにて開催。
- 2019年
  - 3月9日「アナタシア3rdワンマンライブ」を新宿BLAZEにて開催。
  - 3月31日 ふみろくが脱退。
  - 7月14日~8月12日 「アナタシア4thワンマンライブツアー」を全国5大都市(仙台、東京、大阪、福岡、名古屋)にて開催。
  - 8月16日「4thワンマンライブツアー」追加公演を赤坂BLITZにて開催。また、この日を持ってりおんが助っ人から正式メンバーとして加入した。
- 2020年
  - 2月22日「Anatashia Valentine LIVE」を池袋harevutaiにて開催。
  - 2月23日 結成当初の目標の1つであった「 NicoNico D@nce M@ster 」の後継イベントである「ダンマスワールド」に出演。
  - 8月10日 「ダンマスワールド2」に出演。
  - 9月5日 ワンマンライブ「STAY LIVE ~アナタ時間~」を山野ホールにて開催。
  - 11月8日 ワンマンライブ「Re:start」を北とぴあにて開催。
- 2021年
  - 1月21日 芝健が腰の治療のため、2月から活動休止することを発表した。
  - 4月25日 「ボカコレライブ」に芝健を除いた5人で出演。
  - 9月23日 「ダンマスワールド3」に出演。また、この日から芝健が活動を再開。
  - 12月21日「YouTube FanFest 2021」に動画出演。
  - 12月25日「Anatashia Christmas LIVE」を池袋harevutaiにて開催。
- 2022年
  - 7月30日「ダンマスワールド4」に出演。
  - 8月11日「Anatashia One-man Live ZERO」を念願の目標であったZepp DiverCity TOKYOにて開催。
  - 8月28日 新メンバーオーディションの開催を発表。
  - 10月15日 「ニコニコ超パーティー2022」に出演。
  - 12月28日 YTJホールで行われたオーディションの最終選考にて、なおやの加入が発表された。
- 2023年
  - 1月10日~~2月10日 東京スカイツリー Tree Villageにて、ポップアップショップとコラボカフェを開催。
  - 1月14日~3月30日 東名阪ツアー「＋ONE」 を開催。最終日の東京公演にて、新メンバーオーディション最終候補生であったKo-Ki、きょう、雷造、FENNNの4人が弟分グループ「アリスアリア」として活動することを発表。
  - 8月11日、8月20日 Zeppツアー「Lucky 7」をZepp DiverCity TokyoとZepp Osakaにて開催。
- 2024年
  - 2月24日 「アナタシアワンマンライブinサンリオピューロランド」を開催予定だったがテロ予告によってサンリオピューロランドの臨時休館に伴い中止。救済措置としてパルテノン多摩にて臨時交流会が設けられた。
  - 8月11日「ANATASHIA ONE MAN LIVE 2024 Nextage」をZepp Hanedaにて開催。
  - 9月7日 「アナタシアワンマンライブinサンリオピューロランド」振替公演をサンリオピューロランドにて開催。
  - 12月8日 不破湊 1stLIVE "Cheers with you"にてCLUB Persona Dancersとしてアナタシアから芝健、まりん、まさと、りおん、アリスアリアからKo-Ki、雷造がバックダンサーを務めた。
  - 12月24日 「ANATASHIA ONE MAN LIVE 2024 Nextage」のライブDVD＆Blu-rayを発売。同日にオリコンデイリーランキング1位を獲得。
- 2025年
  - 6月22日 「アナタシアバンドワンマン」をBIGCATにて開催。(りおんは体調不良のため欠席。)
  - 6月28日  りおんが脱退。
  - 8月16日  「アナタシア10th Anniversary Live」を竹芝ニューピアホールにて開催。同日にインフルエンサーレーベルMETEORA st.への所属が決定した。[11]

## ライブ
| 開催日                   | タイトル                                                    | 会場 |
| ------------------------ | ----------------------------------------------------------- | --- |
| 2017年9月17日            | アナタシア1stワンマンライブ 〜魂だけはおことわり♡〜         | 初台DOORS |
| 2018年8月12日 - 10月27日 | アナタシア東名阪ツアー2018「Re:write」                      | 8月12日 FANJ twice 9月17日 名古屋HOLIDAY NEXT 10月27日 Shibuya WWW                                            |
| 2018年11月10日           | 「Re:write」追加公演                                        | 新宿ReNY |
| 2019年3月9日             | アナタシア3rdワンマンライブ                                 | 新宿BLAZE |
| 2019年7月14日 - 8月12日  | アナタシア4thワンマンライブツアー                           | 7月14日 仙台darwin 7月20日 新宿BLAZE 7月27日 梅田CLUB QUATTRO 8月3日 福岡DRUM Be-1 8月12日 名古屋ReNY limited |
| 2019年8月16日            | 4thワンマンライブツアー追加公演                             | 赤坂BLITZ |
| 2020年2月22日            | Anatashia Valentine LIVE                                    | 池袋harevutai                                                                                                 |
| 2020年9月5日             | ワンマンライブ「STAY LIVE ~アナタ時間~」                    | 山野ホール |
| 2020年11月8日            | ワンマンライブ「Re:start」                                  | 北とぴあ |
| 2021年12月25日           | Anatashia Christmas LIVE                                    | 池袋harevutai                                                                                                 |
| 2022年8月11日            | Anatashia One-man Live ZERO                                 | Zepp DiverCity TOKYO                                                                                          |
| 2023年1月14日 - 3月30日  | 東名阪ツアー「＋ONE」                                       | 1月14日 梅田CLUB QUATTRO（※ハネル欠席） 2月18日 Electric Lady Land 3月30日 新宿BLAZE                          |
| 2023年8月11日・8月20日   | Zeppツアー「Lucky 7」                                       | Zepp DiverCity Tokyo・Zepp Osaka Bayside                                                                      |
| 2024年2月24日            | アナタシアワンマンライブ in サンリオピューロランド          | 【中止】サンリオピューロランド（テロ予告のため）                                                              |
| 2024年2月24日            | 臨時交流会                                                  | パルテノン多摩                                                                                                |
| 2024年8月11日            | ANATASHIA ONE MAN LIVE 2024 Nextage                         | Zepp Haneda                                                                                                   |
| 2024年9月7日             | アナタシアワンマンライブ in サンリオピューロランド 振替公演 | サンリオピューロランド                                                                                        |
| 2025年6月22日            | アナタシアバンドワンマンライブ                              | BIGCAT（※りおん欠席）                                                                                         |
| 2025年8月16日            | アナタシア10th Anniversary Live                             | 竹芝ニューピアホール                                                                                          |

## 出演

### テレビ出演
- TOKYOリアルアイドルプロジェクト（2024年1月6日、TOKYO MX1）[12]
- バズリズム02  (まりんのみ。2024年3月23日、日本テレビ)
- 13分のステージ（2024年4月11日、テレビ神奈川）[13]
- 関内デビル（ハネル、まさと、りおん、なおや。2024年12月24日、テレビ神奈川）

### CM
- ルミカライト 「キミは何色？2019編」(芝健、まりんのみ。2019年、株式会社ルミカ)

### ラジオ
- クリエイターズ・スタジオ with ボカコレ(まさと、カナタのみ。2021年4月21日、JFNラジオ系列局)
- rockfield897(芝健、ハネル、まさと、カナタ。2024年12月16日、InterFM897)

### ネット配信

#### レギュラー
- #コンパスエンジョイ部 - MC。まさと（2023年3月1日 - 、ニコニコ生放送、#コンパス公式YouTubeチャンネル）

ゲスト出演
- au PAYマーケット(まさと、りおんのみ。2020年7月22日、2021年1月20日、2021年2月9日、2021年2月23日、au PAYマーケット ライブTV)
- 踊ってみた THE NEXT WORLD(まさとのみ。2021年3月11日、ニコニコ生放送)
- YouTube Fan Fest 2021(2021年12月11日、YouTube)
- #コンパスエンジョイ部 (りおんのみ。2024年2月29日、全員出演。2024年8月29日、ニコニコ生放送)

独占配信
- ANATASHIA PROJECT +ONE(2024年3月8日、U-NEXT)

### MV
- SHARE LOCK HOMES - 「BATTLE OF THE TOKYO feat.ANATASHIA」、「パリ↓↑パニ」
- リアルアイドルプロジェクト-「トキメキUNITED」

## ディスコグラフィ

### シングル
- トキメキUNITED(アナタシアver.)-(2024年4月2日、ロックフィールド)

### DVD・Blu-Ray
- ANATASHIA ONE MAN LIVE 2024 【Nextage】 - (2024年12月24日、ロックフィールド)